# Chủ nhiệm Ủy ban Kiểm tra Trung ương Đảng Cộng sản Việt Nam
Chủ nhiệm Ủy ban Kiểm tra Trung ương Đảng Cộng sản Việt Nam hay còn được gọi Chủ nhiệm Ủy ban Kiểm tra Trung ương, là người đứng đầu đồng thời là chủ tọa các phiên họp của Ủy ban Kiểm tra Trung ương Đảng Cộng sản Việt Nam. Chức vụ do Ban Chấp hành Trung ương Đảng bầu. Chủ nhiệm Ủy ban Kiểm tra Trung ương hiện tại là Thượng tướng Nguyễn Duy Ngọc.
Ủy ban Kiểm tra Trung ương được tổ chức gồm Chủ nhiệm, các Phó chủ nhiệm và các ủy viên. Đồng thời là cơ quan tham mưu tối cao của Đảng về vấn đề kiểm tra và kỷ luật trong Đảng vì vậy thường do Ủy viên Bộ chính trị, Bí thư Trung ương Đảng nắm giữ .
Năm 1960 chức vụ được đổi thành Trưởng ban Ủy ban Kiểm tra Trung ương Đảng, đến năm 1976 đổi thành Chủ nhiệm Ủy ban Kiểm tra Trung ương như hiện nay.

## Lịch sử
Cuối năm 1948, do yêu cầu cấp thiết về nhiệm vụ chính trị, công tác xây dựng và quy mô tổ chức Đảng, ngày 16/10/1948 Ban Thường vụ Trung ương Đảng do Tổng Bí thư Trường Chinh ký và ban hành quyết nghị số 29/QN/TW thành lập Ban Kiểm tra Trung ương Đảng. Ban Kiểm tra Trung ương gồm Trần Đăng Ninh, Nguyễn Thanh Bình, Hà Xuân Mỹ trong đó Trần Đăng Ninh là Trưởng ban.
Năm 1951, Đại hội Đại biểu toàn quốc lần thứ II của Đảng thông qua Điều lệ mới trong đó quy định:"Ban Chấp hành Trung ương, các xứ ủy, khu ủy (hoặc liên khu ủy), thành ủy, tỉnh ủy phải cử ra một số ủy viên lập thành ban kiểm tra của cấp mình". Ban Kiểm tra Trung ương được kiện toàn do Hồ Tùng Mậu là Trưởng ban kiêm nhiệm Ban Thanh tra Chính phủ và kiểm tra cả quân đội. Đến tháng 4/1957, tách riêng Ban Kiểm tra Trung ương và Ban Thanh tra Chính phủ.
Tại Đại hội Đại biểu toàn quốc lần thứ III của Đảng năm 1960, Ban Kiểm tra Trung ương được đổi thành Ủy ban Kiểm tra Trung ương. Tới Đại hội Đại biểu toàn quốc lần thứ V của Đảng (1982), đổi tên chức danh người đứng đầu thành Chủ nhiệm.

## Chức năng và nhiệm vụ

### Chức năng
Chủ nhiệm Ủy ban Kiểm tra Trung ương chịu trách nhiệm trước Ban Chấp hành Trung ương Đảng, Bộ Chính trị, Ban Bí thư về toàn bộ hoạt động công tác của Ủy ban Kiểm tra Trung ương. Thường xuyên giữ mối liên hệ công tác của Ủy ban Kiểm tra Trung ương với Ban Chấp hành Trung ương Đảng, Bộ Chính trị, Ban Bí thư.

### Quyền hạn và nhiệm vụ
Chủ nhiệm Ủy ban Kiểm tra Trung ương có quyền hạn và nhiệm vụ sau:
- Chủ trì các công việc, các cuộc họp của Ủy ban Kiểm tra Trung ương và của Thường trực Ủy ban; đề xuất những nội dung, chương trình, những vấn đề cần thảo luận, giải quyết nhằm giữ vững kỷ cương, kỷ luật trong Đảng, thực hiện nhiệm vụ, quyền hạn của Ủy ban Kiểm tra Trung ương do Điều lệ Đảng quy định và nhiệm vụ do Ban Chấp hành Trung ương Đảng, Bộ Chính trị, Ban Bí thư giao.
- Chỉ đạo, chủ trì một số cuộc kiểm tra hoặc thẩm tra, xác minh những trường hợp tổ chức đảng, đảng viên là cán bộ lãnh đạo cấp cao của Đảng và các thành viên Ủy ban Kiểm tra Trung ương khi có dấu hiệu vi phạm, bị tố cáo; được Bộ Chính trị, Ban Bí thư uỷ quyền nghe ý kiến trình bày của tổ chức đảng hoặc đảng viên bị thi hành kỷ luật, khiếu nại kỷ luật thuộc thẩm quyền quyết định của Ban Chấp hành Trung ương Đảng, Bộ Chính trị, Ban Bí thư và báo cáo đầy đủ với Bộ Chính trị, Ban Bí thư xem xét, quyết định.
- Trực tiếp chỉ đạo chuẩn bị nhân sự thành viên Ủy ban Kiểm tra Trung ương, giới thiệu để Ban Chấp hành Trung ương bầu bổ sung khi cần và bầu cho nhiệm kỳ tiếp theo. Trực tiếp chỉ đạo việc xây dựng tổ chức bộ máy, đội ngũ cán bộ từ cấp vụ trở lên của cơ quan Ủy ban Kiểm tra Trung ương. Tham gia với cấp uỷ trực thuộc Trung ương chuẩn bị nhân sự uỷ ban kiểm tra, nhất là chủ nhiệm uỷ ban kiểm tra của cấp uỷ đó.
- Ký một số văn bản thay mặt Bộ Chính trị, Ban Bí thư theo uỷ quyền của Bộ Chính trị, Ban Bí thư. Thay mặt Ủy ban Kiểm tra Trung ương ký văn bản trình Ban Chấp hành Trung ương Đảng, Bộ Chính trị, Ban Bí thư; các quyết định về thi hành kỷ luật thuộc thẩm quyền quyết định của Ủy ban Kiểm tra Trung ương; các quyết định liên quan đến tổ chức bộ máy, cán bộ của cơ quan Ủy ban Kiểm tra Trung ương và một số văn bản quan trọng khác. Kiểm tra, đôn đốc các thành viên Ủy ban thực hiện đúng nhiệm vụ và quyền hạn được phân công.
- Giữa nhiệm kỳ và cuối nhiệm kỳ báo cáo kết quả công tác trước Ban Chấp hành Trung ương.
- Ủy quyền cho Phó Chủ nhiệm thường trực ký các văn bản theo sự phân công.

## Danh sách các Chủ nhiệm
| STT | Họ và tên          | Ngày sinh               | Ngày mất                | Nhiệm kỳ               | Thời gian tại nhiệm | Thời gian tại nhiệm | Chức vụ                                                                               | Ghi chú                                                           |
| --- | ------------------ | ----------------------- | ----------------------- | ---------------------- | ------------------- | ------------------- | ------------------------------------------------------------------------------------- | ----------------------------------------------------------------- |
| 1   | Trần Đăng Ninh     | (9/11/1910 - 6/10/1955) | (9/11/1910 - 6/10/1955) | 20/10/1948 - 26/3/1951 | 2 năm, 157 ngày     | 2 năm, 157 ngày     | Trưởng ban Kiểm tra Trung ương Đảng                                                   |                                                                   |
| 2   | Hồ Tùng Mậu        | (15/6/1896 - 23/7/1951) | (15/6/1896 - 23/7/1951) | 26/3/1951 - 23/7/1951  | 119 ngày            | 119 ngày            | Trưởng ban Kiểm tra Trung ương Đảng                                                   |                                                                   |
| 3   | Nguyễn Lương Bằng  | (2/4/1904 - 20/7/1979)  | (2/4/1904 - 20/7/1979)  | 25/4/1956 - 21/4/1957  | 361 ngày            | 20 năm, 239 ngày    | Trưởng ban Kiểm tra Trung ương Đảng                                                   | Tổng Thanh tra Chính phủ đến 10/1965 Phó Chủ tịch nước từ 09/1969 |
| 3   | Nguyễn Lương Bằng  | (2/4/1904 - 20/7/1979)  | (2/4/1904 - 20/7/1979)  | 21/4/1957 - 10/9/1960  | 3 năm, 142 ngày     | 20 năm, 239 ngày    | Trưởng ban Kiểm tra Trung ương Đảng                                                   | Tổng Thanh tra Chính phủ đến 10/1965 Phó Chủ tịch nước từ 09/1969 |
| 3   | Nguyễn Lương Bằng  | (2/4/1904 - 20/7/1979)  | (2/4/1904 - 20/7/1979)  | 10/9/1960 - 20/12/1976 | 16 năm, 101 ngày    | 20 năm, 239 ngày    | Trưởng ban Ủy ban Kiểm tra Trung ương Đảng                                            | Tổng Thanh tra Chính phủ đến 10/1965 Phó Chủ tịch nước từ 09/1969 |
| 4   | Song Hào           | (20/8/1917 - 9/1/2004)  | (20/8/1917 - 9/1/2004)  | 20/12/1976 - 31/3/1982 | 5 năm, 101 ngày     | 5 năm, 101 ngày     | Bí thư Trung ương Đảng Trưởng ban Ủy ban Kiểm tra Trung ương Đảng                     |                                                                   |
| 5   | Trần Kiên          | (15/5/1920 - 26/5/2004) | (15/5/1920 - 26/5/2004) | 31/3/1982 - 28/6/1991  | 9 năm, 89 ngày      | 9 năm, 89 ngày      | Bí thư Trung ương Đảng Chủ nhiệm Ủy ban Kiểm tra Trung ương Đảng                      |                                                                   |
| 6   | Đỗ Quang Thắng     | (12/6/1927 - 17/8/2009) | (12/6/1927 - 17/8/2009) | 28/6/1991 - 1/7/1996   | 5 năm, 3 ngày       | 5 năm, 3 ngày       | Ủy viên Bộ Chính trị Bí thư Trung ương Đảng Chủ nhiệm Ủy ban Kiểm tra Trung ương Đảng | Ủy viên Bộ Chính trị từ 12/1993                                   |
| 7   | Nguyễn Thị Xuân Mỹ | 30/9/1940               |                         | 1/7/1996 - 22/4/2001   | 4 năm, 295 ngày     | 4 năm, 295 ngày     | Ủy viên Bộ Chính trị Chủ nhiệm Ủy ban Kiểm tra Trung ương Đảng                        | Nữ Chủ nhiệm đầu tiên                                             |
| 8   | Lê Hồng Anh        | 12/11/1949              |                         | 22/4/2001 - 27/1/2003  | 1 năm, 280 ngày     | 1 năm, 280 ngày     | Ủy viên Bộ Chính trị Bí thư Trung ương Đảng Chủ nhiệm Ủy ban Kiểm tra Trung ương Đảng | Bộ trưởng Bộ Công an từ 08/2002                                   |
| 9   | Nguyễn Văn Chi     | 28/7/1945               |                         | 27/1/2003 - 19/1/2011  | 7 năm, 357 ngày     | 7 năm, 357 ngày     | Ủy viên Bộ Chính trị Bí thư Trung ương Đảng Chủ nhiệm Ủy ban Kiểm tra Trung ương Đảng | Ủy viên Bộ Chính trị từ 04/2006                                   |
| 10  | Ngô Văn Dụ         | 21/12/1947              |                         | 19/1/2011 - 27/1/2016  | 5 năm, 8 ngày       | 5 năm, 8 ngày       | Ủy viên Bộ Chính trị Bí thư Trung ương Đảng Chủ nhiệm Ủy ban Kiểm tra Trung ương Đảng |                                                                   |
| 11  | Trần Quốc Vượng    | 5/2/1953                |                         | 27/1/2016 - 9/5/2018   | 2 năm, 102 ngày     | 2 năm, 102 ngày     | Ủy viên Bộ Chính trị Bí thư Trung ương Đảng Chủ nhiệm Ủy ban Kiểm tra Trung ương Đảng | Thường trực Ban Bí thư từ 08/2017                                 |
| 12  | Trần Cẩm Tú        | 25/8/1961               |                         | 9/5/2018 - 23/1/2025   | 6 năm, 259 ngày     | 6 năm, 259 ngày     | Ủy viên Bộ Chính trị Bí thư Trung ương Đảng Chủ nhiệm Ủy ban Kiểm tra Trung ương Đảng | Ủy viên Bộ Chính trị từ 01/2021 Thường trực Ban Bí thư từ 10/2024 |
| 13  | Nguyễn Duy Ngọc    | 1964                    |                         | 23/1/2025 - nay        | 135 ngày            | 135 ngày            | Ủy viên Bộ Chính trị Bí thư Trung ương Đảng Chủ nhiệm Ủy ban Kiểm tra Trung ương Đảng | Chánh Văn phòng Trung ương Đảng đến 02/2025                       |